# Alvorada (Timóteo)
Alvorada é um bairro do município brasileiro de Timóteo, no interior do estado de Minas Gerais. Localiza-se no distrito-sede, estando situado na Regional Sudoeste. Segundo o censo demográfico de 2022, realizado pelo Instituto Brasileiro de Geografia e Estatística (IBGE), sua população era de 3 545 habitantes e havia 1 379 domicílios particulares permanentes ocupados.
De acordo com o IBGE, em 2010 a população era de 3 878 habitantes e havia 1 248 domicílios particulares.

## História e descrição

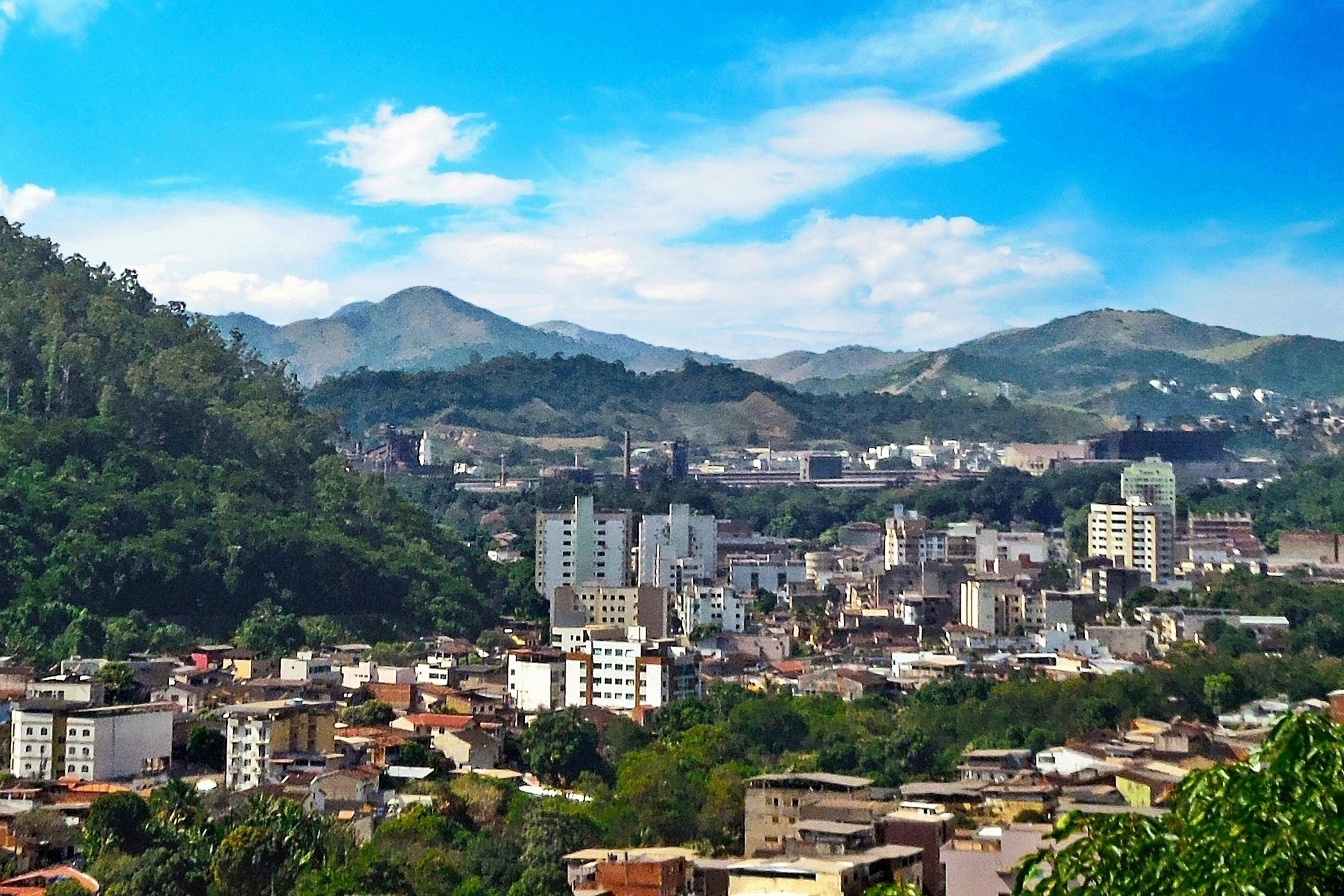
Vista parcial de Timóteo a partir da Rua Rio Mucuri no Alvorada

O bairro surgiu na década de 1980, possuindo uma origem relativamente recente em relação à malha urbana da cidade. Seu surgimento está relacionado à expansão da antiga vila operária da Acesita (atual Aperam South America), construída para atender aos trabalhadores da empresa, instalada em Timóteo na década de 1940.
Embora o Alvorada não tenha seguido o traçado urbano originalmente planejado, está situado em área de expansão prevista. A execução do calçamento e urbanização ficou a cargo da administração municipal.
O crescimento do bairro ocorreu de forma desordenada, com registros de ocupações irregulares e/ou em encostas. A incidência de criminalidade é considerável. Dentre os principais pontos de referência, possui uma escola de ensino fundamental, a Escola Municipal de Timóteo (EMT), e a Quadra Poliesportiva Sebastião Pedro Faustino, inaugurada em 2018.